# Louis Philippe van Orléans (1838-1894)

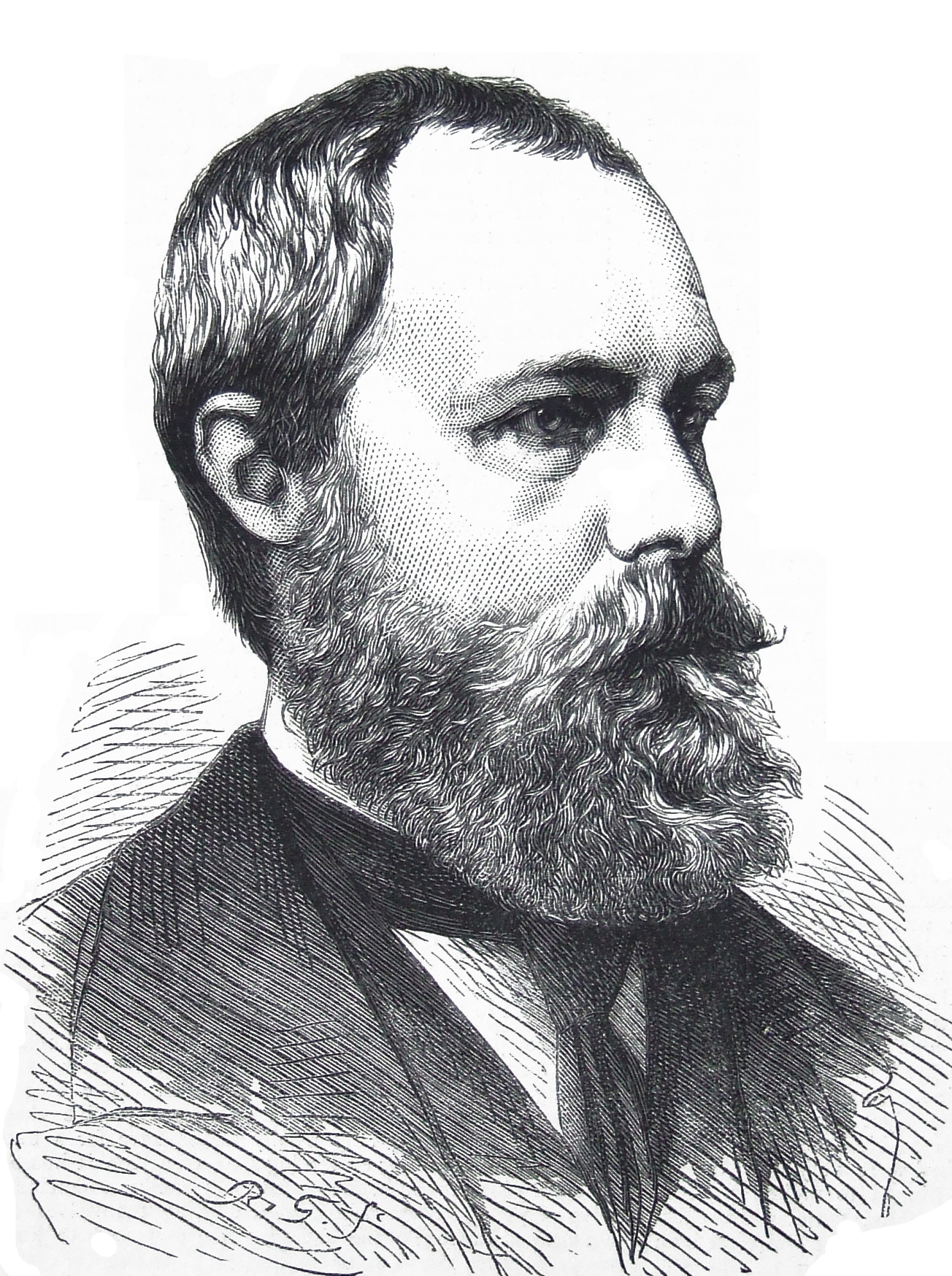
De graaf van Parijs

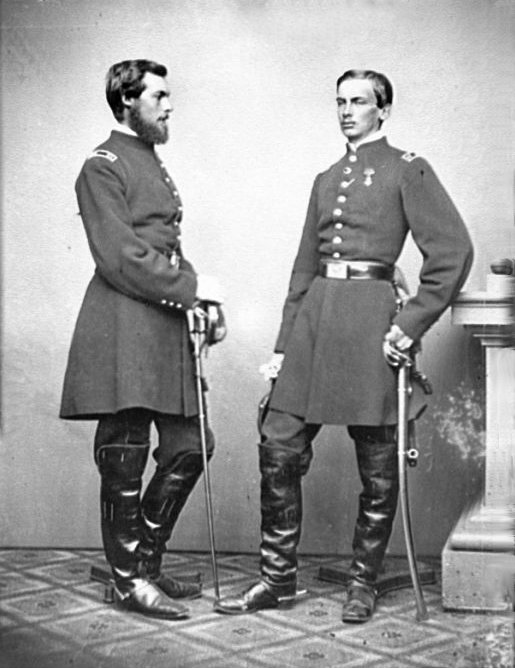
Philippe en zijn broer Robert

Louis Philippe Albert d'Orléans (Tuilerieënpaleis, 24 augustus 1838 - Stowe House, 8 september 1894), graaf van Parijs, was van 1850 tot 1873 als Lodewijk Filips II orleanistisch en van 1883 tot 1894 als Filips VII legitimisch pretendent op de troon van Frankrijk.

## Leven
Philippe was de zoon van prins Ferdinand Filips van Orléans (1810-1842), de oudste zoon van koning Lodewijk Filips I van Frankrijk. Zijn moeder was Helena van Mecklenburg-Schwerin, een dochter van erfgroothertog Frederik Lodewijk van Mecklenburg-Schwerin. Met de dood van zijn vader in 1842 werd hij troonopvolger en ontving hij de titel graaf van Parijs. In de Februarirevolutie van 1848 trad Lodewijk Filips af ten gunste van Philippe, maar ondanks pogingen van zijn moeder hem als koning aanvaard te krijgen, werd de republiek uitgeroepen. Met zijn moeder en zijn broer Robert week hij uit naar Eisenach en later naar Claremont.
De graaf van Parijs en zijn broer, de hertog van Chartres, gingen in 1861 met hun oom Frans van Orléans, van Joinville, naar de Verenigde Staten en dienden in 1861-1862 onder George B. McClellan in de Amerikaanse Burgeroorlog. De broers keerden terug toen de Frans-Amerikaanse verhouding bekoelde vanwege de Franse interventie in Mexico.
Het werd Philippe niet toegestaan deel te nemen aan de Frans-Duitse Oorlog, maar na de val van Napoleon III keerde hij terug naar Frankrijk, zonder evenwel in de openbaarheid te treden. In 1873 erkende hij de kinderloze legitimistische pretendent Henri d'Artois, graaf van Chambord, als hoofd van het huis Bourbon. Na diens dood zou Philippe hem opvolgen. Hij werd sinds 1883 inderdaad door de meeste legitimisten als koning erkend, al hing een minderheid de carlistische pretendent Juan, graaf van Montizón, aan. Hij deed echter weinig om zijn aanspraak te verwezenlijken. Op het feest ter ere van het huwelijk tussen zijn dochter Amélie en de latere Karel I van Portugal in 1886 bleek hij echter zo populair dat de Franse overheid nog datzelfde jaar een wet aannam die troonpretendenten de toegang tot Frankrijk ontzegde. Hij trok zich terug in Engeland en stierf in 1894. Zijn opvolger was zijn zoon Philippe.

## Huwelijk en kinderen
Philippe huwde in 1864 te Kingston upon Thames met zijn nicht Marie Isabelle van Orléans (1848–1919), de dochter van zijn oom Anton van Orléans-Montpensier. Uit het huwelijk werden acht kinderen geboren:
- Marie Amélie Louise Hélène (28 september 1865-25 oktober 1951), gehuwd met Karel I van Portugal (28 september 1863-1 februari 1908)
- Louis Philippe Robert  (24 augustus 1869-28 maart 1926), hertog van Orléans, gehuwd met Maria Dorothea van Oostenrijk (14 juni 1867-6 april 1932)
- Hélène Louise Henriette (13 juni 1871-21 januari 1951), gehuwd met Emanuel Filibert (13 januari 1869-4 juli 1931), hertog van Aosta
- Charles (1875-1875)
- Isabelle Marie Laure Mercédès Ferdinande (7 mei 1878-21 april 1961), gehuwd met Jean van Orléans (4 september 1874-25 augustus 1940), hertog van Guise
- Jacques van Orléans|Jacques Marie Antoine Clément (1880-1881)
- Louise Françoise Marie Laure (24 februari 1882-18 april 1958), gehuwd met Karel Maria van Bourbon-Sicilië (10 november 1870-11 november 1949), grootmoeder van Juan Carlos I van Spanje
- Ferdinand François Philippe Marie Laurent (9 september 1884–13 januari 1924), hertog van Montpensier, gehuwd met Maria Isabel González de Olañeta y Ibarreta (22 april 1895-1 juli 1958)

## Kwartierstaat
| Lodewijk Filips II van Orléans (1747-1793) | Lodewijk Filips II van Orléans (1747-1793) | Lodewijk Filips II van Orléans (1747-1793) | Lodewijk Filips II van Orléans (1747-1793) | Lodewijk Filips II van Orléans (1747-1793)  | Lodewijk Filips II van Orléans (1747-1793)  | Louise Marie Adélaïde van Bourbon (1753−1821) | Louise Marie Adélaïde van Bourbon (1753−1821) | Louise Marie Adélaïde van Bourbon (1753−1821) | Louise Marie Adélaïde van Bourbon (1753−1821) | Louise Marie Adélaïde van Bourbon (1753−1821) | Louise Marie Adélaïde van Bourbon (1753−1821) |                                          |                                          | Ferdinand I der Beide Siciliën (1751-1825) | Ferdinand I der Beide Siciliën (1751-1825) | Ferdinand I der Beide Siciliën (1751-1825)   | Ferdinand I der Beide Siciliën (1751-1825)   | Ferdinand I der Beide Siciliën (1751-1825)   | Ferdinand I der Beide Siciliën (1751-1825)   | Maria Carolina van Oostenrijk (1752-1814)    | Maria Carolina van Oostenrijk (1752-1814)    | Maria Carolina van Oostenrijk (1752-1814) | Maria Carolina van Oostenrijk (1752-1814) | Maria Carolina van Oostenrijk (1752-1814) | Maria Carolina van Oostenrijk (1752-1814) |  |  | Frederik Frans I van Mecklenburg-Schwerin (1756-1837) | Frederik Frans I van Mecklenburg-Schwerin (1756-1837) | Frederik Frans I van Mecklenburg-Schwerin (1756-1837) | Frederik Frans I van Mecklenburg-Schwerin (1756-1837) | Frederik Frans I van Mecklenburg-Schwerin (1756-1837)  | Frederik Frans I van Mecklenburg-Schwerin (1756-1837)  | Louise van Saksen-Gotha-Altenburg (1756-1808)          | Louise van Saksen-Gotha-Altenburg (1756-1808)          | Louise van Saksen-Gotha-Altenburg (1756-1808)          | Louise van Saksen-Gotha-Altenburg (1756-1808)          | Louise van Saksen-Gotha-Altenburg (1756-1808) | Louise van Saksen-Gotha-Altenburg (1756-1808) |                                             |                                             | Karel August van Saksen-Weimar-Eisenach (1757-1828) | Karel August van Saksen-Weimar-Eisenach (1757-1828) | Karel August van Saksen-Weimar-Eisenach (1757-1828) | Karel August van Saksen-Weimar-Eisenach (1757-1828) | Karel August van Saksen-Weimar-Eisenach (1757-1828) | Karel August van Saksen-Weimar-Eisenach (1757-1828) | Louise van Hessen-Darmstadt (1757-1830)         | Louise van Hessen-Darmstadt (1757-1830)         | Louise van Hessen-Darmstadt (1757-1830) | Louise van Hessen-Darmstadt (1757-1830) | Louise van Hessen-Darmstadt (1757-1830) | Louise van Hessen-Darmstadt (1757-1830) |  |  |  |  |  |  |  |  |  |  |  |  |  |  |  |  |  |  |  |  |  |  |  |  |  |  |  |  |  |  |  |  |  |  |  |  |  |  |  |  |  |  |  |  |  |  |  |  |
| Lodewijk Filips II van Orléans (1747-1793) | Lodewijk Filips II van Orléans (1747-1793) | Lodewijk Filips II van Orléans (1747-1793) | Lodewijk Filips II van Orléans (1747-1793) | Lodewijk Filips II van Orléans (1747-1793)  | Lodewijk Filips II van Orléans (1747-1793)  | Louise Marie Adélaïde van Bourbon (1753−1821) | Louise Marie Adélaïde van Bourbon (1753−1821) | Louise Marie Adélaïde van Bourbon (1753−1821) | Louise Marie Adélaïde van Bourbon (1753−1821) | Louise Marie Adélaïde van Bourbon (1753−1821) | Louise Marie Adélaïde van Bourbon (1753−1821) |                                          |                                          | Ferdinand I der Beide Siciliën (1751-1825) | Ferdinand I der Beide Siciliën (1751-1825) | Ferdinand I der Beide Siciliën (1751-1825)   | Ferdinand I der Beide Siciliën (1751-1825)   | Ferdinand I der Beide Siciliën (1751-1825)   | Ferdinand I der Beide Siciliën (1751-1825)   | Maria Carolina van Oostenrijk (1752-1814)    | Maria Carolina van Oostenrijk (1752-1814)    | Maria Carolina van Oostenrijk (1752-1814) | Maria Carolina van Oostenrijk (1752-1814) | Maria Carolina van Oostenrijk (1752-1814) | Maria Carolina van Oostenrijk (1752-1814) |  |  | Frederik Frans I van Mecklenburg-Schwerin (1756-1837) | Frederik Frans I van Mecklenburg-Schwerin (1756-1837) | Frederik Frans I van Mecklenburg-Schwerin (1756-1837) | Frederik Frans I van Mecklenburg-Schwerin (1756-1837) | Frederik Frans I van Mecklenburg-Schwerin (1756-1837)  | Frederik Frans I van Mecklenburg-Schwerin (1756-1837)  | Louise van Saksen-Gotha-Altenburg (1756-1808)          | Louise van Saksen-Gotha-Altenburg (1756-1808)          | Louise van Saksen-Gotha-Altenburg (1756-1808)          | Louise van Saksen-Gotha-Altenburg (1756-1808)          | Louise van Saksen-Gotha-Altenburg (1756-1808) | Louise van Saksen-Gotha-Altenburg (1756-1808) |                                             |                                             | Karel August van Saksen-Weimar-Eisenach (1757-1828) | Karel August van Saksen-Weimar-Eisenach (1757-1828) | Karel August van Saksen-Weimar-Eisenach (1757-1828) | Karel August van Saksen-Weimar-Eisenach (1757-1828) | Karel August van Saksen-Weimar-Eisenach (1757-1828) | Karel August van Saksen-Weimar-Eisenach (1757-1828) | Louise van Hessen-Darmstadt (1757-1830)         | Louise van Hessen-Darmstadt (1757-1830)         | Louise van Hessen-Darmstadt (1757-1830) | Louise van Hessen-Darmstadt (1757-1830) | Louise van Hessen-Darmstadt (1757-1830) | Louise van Hessen-Darmstadt (1757-1830) |  |  |  |  |  |  |  |  |  |  |  |  |  |  |  |  |  |  |  |  |  |  |  |  |  |  |  |  |  |  |  |  |  |  |  |  |  |  |  |  |  |  |  |  |  |  |  |  |
|                                            |                                            |                                            |                                            |                                             |                                             |                                               |                                               |                                               |                                               |                                               |                                               |                                          |                                          |                                            |                                            |                                              |                                              |                                              |                                              |                                              |                                              |                                           |                                           |                                           |                                           |  |  |                                                       |                                                       |                                                       |                                                       |                                                        |                                                        |                                                        |                                                        |                                                        |                                                        |                                               |                                               |                                             |                                             |                                                     |                                                     |                                                     |                                                     |                                                     |                                                     |                                                 |                                                 |                                         |                                         |                                         |                                         |  |  |  |  |  |  |  |  |  |  |  |  |  |  |  |  |  |  |  |  |  |  |  |  |  |  |  |  |  |  |  |  |  |  |  |  |  |  |  |  |  |  |  |  |  |  |  |  |
|                                            |                                            |                                            |                                            | Lodewijk Filips I van Frankrijk (1773-1850) | Lodewijk Filips I van Frankrijk (1773-1850) | Lodewijk Filips I van Frankrijk (1773-1850)   | Lodewijk Filips I van Frankrijk (1773-1850)   | Lodewijk Filips I van Frankrijk (1773-1850)   | Lodewijk Filips I van Frankrijk (1773-1850)   |                                               |                                               |                                          |                                          |                                            |                                            | Marie Amélie van Bourbon-Sicilië (1782-1866) | Marie Amélie van Bourbon-Sicilië (1782-1866) | Marie Amélie van Bourbon-Sicilië (1782-1866) | Marie Amélie van Bourbon-Sicilië (1782-1866) | Marie Amélie van Bourbon-Sicilië (1782-1866) | Marie Amélie van Bourbon-Sicilië (1782-1866) |                                           |                                           |                                           |                                           |  |  |                                                       |                                                       |                                                       |                                                       | Frederik Lodewijk van Mecklenburg-Schwerin (1778-1819) | Frederik Lodewijk van Mecklenburg-Schwerin (1778-1819) | Frederik Lodewijk van Mecklenburg-Schwerin (1778-1819) | Frederik Lodewijk van Mecklenburg-Schwerin (1778-1819) | Frederik Lodewijk van Mecklenburg-Schwerin (1778-1819) | Frederik Lodewijk van Mecklenburg-Schwerin (1778-1819) |                                               |                                               |                                             |                                             |                                                     |                                                     | Caroline van Saksen-Weimar-Eisenach (1786-1816)     | Caroline van Saksen-Weimar-Eisenach (1786-1816)     | Caroline van Saksen-Weimar-Eisenach (1786-1816)     | Caroline van Saksen-Weimar-Eisenach (1786-1816)     | Caroline van Saksen-Weimar-Eisenach (1786-1816) | Caroline van Saksen-Weimar-Eisenach (1786-1816) |                                         |                                         |                                         |                                         |  |  |  |  |  |  |  |  |  |  |  |  |  |  |  |  |  |  |  |  |  |  |  |  |  |  |  |  |  |  |  |  |  |  |  |  |  |  |  |  |  |  |  |  |  |  |  |  |
|                                            |                                            |                                            |                                            | Lodewijk Filips I van Frankrijk (1773-1850) | Lodewijk Filips I van Frankrijk (1773-1850) | Lodewijk Filips I van Frankrijk (1773-1850)   | Lodewijk Filips I van Frankrijk (1773-1850)   | Lodewijk Filips I van Frankrijk (1773-1850)   | Lodewijk Filips I van Frankrijk (1773-1850)   |                                               |                                               |                                          |                                          |                                            |                                            | Marie Amélie van Bourbon-Sicilië (1782-1866) | Marie Amélie van Bourbon-Sicilië (1782-1866) | Marie Amélie van Bourbon-Sicilië (1782-1866) | Marie Amélie van Bourbon-Sicilië (1782-1866) | Marie Amélie van Bourbon-Sicilië (1782-1866) | Marie Amélie van Bourbon-Sicilië (1782-1866) |                                           |                                           |                                           |                                           |  |  |                                                       |                                                       |                                                       |                                                       | Frederik Lodewijk van Mecklenburg-Schwerin (1778-1819) | Frederik Lodewijk van Mecklenburg-Schwerin (1778-1819) | Frederik Lodewijk van Mecklenburg-Schwerin (1778-1819) | Frederik Lodewijk van Mecklenburg-Schwerin (1778-1819) | Frederik Lodewijk van Mecklenburg-Schwerin (1778-1819) | Frederik Lodewijk van Mecklenburg-Schwerin (1778-1819) |                                               |                                               |                                             |                                             |                                                     |                                                     | Caroline van Saksen-Weimar-Eisenach (1786-1816)     | Caroline van Saksen-Weimar-Eisenach (1786-1816)     | Caroline van Saksen-Weimar-Eisenach (1786-1816)     | Caroline van Saksen-Weimar-Eisenach (1786-1816)     | Caroline van Saksen-Weimar-Eisenach (1786-1816) | Caroline van Saksen-Weimar-Eisenach (1786-1816) |                                         |                                         |                                         |                                         |  |  |  |  |  |  |  |  |  |  |  |  |  |  |  |  |  |  |  |  |  |  |  |  |  |  |  |  |  |  |  |  |  |  |  |  |  |  |  |  |  |  |  |  |  |  |  |  |
|                                            |                                            |                                            |                                            |                                             |                                             |                                               |                                               |                                               |                                               | Ferdinand Filips van Orléans (1810-1842)      | Ferdinand Filips van Orléans (1810-1842)      | Ferdinand Filips van Orléans (1810-1842) | Ferdinand Filips van Orléans (1810-1842) | Ferdinand Filips van Orléans (1810-1842)   | Ferdinand Filips van Orléans (1810-1842)   |                                              |                                              |                                              |                                              |                                              |                                              |                                           |                                           |                                           |                                           |  |  |                                                       |                                                       |                                                       |                                                       |                                                        |                                                        |                                                        |                                                        |                                                        |                                                        | Helena van Mecklenburg-Schwerin (1814-1858)   | Helena van Mecklenburg-Schwerin (1814-1858)   | Helena van Mecklenburg-Schwerin (1814-1858) | Helena van Mecklenburg-Schwerin (1814-1858) | Helena van Mecklenburg-Schwerin (1814-1858)         | Helena van Mecklenburg-Schwerin (1814-1858)         |                                                     |                                                     |                                                     |                                                     |                                                 |                                                 |                                         |                                         |                                         |                                         |  |  |  |  |  |  |  |  |  |  |  |  |  |  |  |  |  |  |  |  |  |  |  |  |  |  |  |  |  |  |  |  |  |  |  |  |  |  |  |  |  |  |  |  |  |  |  |  |
|                                            |                                            |                                            |                                            |                                             |                                             |                                               |                                               |                                               |                                               | Ferdinand Filips van Orléans (1810-1842)      | Ferdinand Filips van Orléans (1810-1842)      | Ferdinand Filips van Orléans (1810-1842) | Ferdinand Filips van Orléans (1810-1842) | Ferdinand Filips van Orléans (1810-1842)   | Ferdinand Filips van Orléans (1810-1842)   |                                              |                                              |                                              |                                              |                                              |                                              |                                           |                                           |                                           |                                           |  |  |                                                       |                                                       |                                                       |                                                       |                                                        |                                                        |                                                        |                                                        |                                                        |                                                        | Helena van Mecklenburg-Schwerin (1814-1858)   | Helena van Mecklenburg-Schwerin (1814-1858)   | Helena van Mecklenburg-Schwerin (1814-1858) | Helena van Mecklenburg-Schwerin (1814-1858) | Helena van Mecklenburg-Schwerin (1814-1858)         | Helena van Mecklenburg-Schwerin (1814-1858)         |                                                     |                                                     |                                                     |                                                     |                                                 |                                                 |                                         |                                         |                                         |                                         |  |  |  |  |  |  |  |  |  |  |  |  |  |  |  |  |  |  |  |  |  |  |  |  |  |  |  |  |  |  |  |  |  |  |  |  |  |  |  |  |  |  |  |  |  |  |  |  |
|                                            |                                            |                                            |                                            |                                             |                                             |                                               |                                               |                                               |                                               |                                               |                                               |                                          |                                          |                                            |                                            |                                              |                                              |                                              |                                              |                                              |                                              |                                           |                                           |                                           |                                           |  |  |                                                       |                                                       |                                                       |                                                       |                                                        |                                                        |                                                        |                                                        |                                                        |                                                        |                                               |                                               |                                             |                                             |                                                     |                                                     |                                                     |                                                     |                                                     |                                                     |                                                 |                                                 |                                         |                                         |                                         |                                         |  |  |  |  |  |  |  |  |  |  |  |  |  |  |  |  |  |  |  |  |  |  |  |  |  |  |  |  |  |  |  |  |  |  |  |  |  |  |  |  |  |  |  |  |  |  |  |  |
|                                            |                                            |                                            |                                            |                                             |                                             |                                               |                                               |                                               |                                               |                                               |                                               |                                          |                                          |                                            |                                            |                                              |                                              |                                              |                                              |                                              |                                              |                                           |                                           |                                           |                                           |  |  |                                                       |                                                       |                                                       |                                                       |                                                        |                                                        |                                                        |                                                        |                                                        |                                                        |                                               |                                               |                                             |                                             |                                                     |                                                     |                                                     |                                                     |                                                     |                                                     |                                                 |                                                 |                                         |                                         |                                         |                                         |  |  |  |  |  |  |  |  |  |  |  |  |  |  |  |  |  |  |  |  |  |  |  |  |  |  |  |  |  |  |  |  |  |  |  |  |  |  |  |  |  |  |  |  |  |  |  |  |
|                                            |                                            |                                            |                                            |                                             |                                             |                                               |                                               |                                               |                                               |                                               |                                               |                                          |                                          |                                            |                                            |                                              |                                              | Louis Philippe van Orléans (1838-1894)       | Louis Philippe van Orléans (1838-1894)       | Louis Philippe van Orléans (1838-1894)       | Louis Philippe van Orléans (1838-1894)       | Louis Philippe van Orléans (1838-1894)    | Louis Philippe van Orléans (1838-1894)    |                                           |                                           |  |  |                                                       |                                                       | Robert van Bourbon-Orléans (1840-1910)                | Robert van Bourbon-Orléans (1840-1910)                | Robert van Bourbon-Orléans (1840-1910)                 | Robert van Bourbon-Orléans (1840-1910)                 | Robert van Bourbon-Orléans (1840-1910)                 | Robert van Bourbon-Orléans (1840-1910)                 |                                                        |                                                        |                                               |                                               |                                             |                                             |                                                     |                                                     |                                                     |                                                     |                                                     |                                                     |                                                 |                                                 |                                         |                                         |                                         |                                         |  |  |  |  |  |  |  |  |  |  |  |  |  |  |  |  |  |  |  |  |  |  |  |  |  |  |  |  |  |  |  |  |  |  |  |  |  |  |  |  |  |  |  |  |  |  |  |  |